# 小行星2121
小行星2121（2121 Sevastopol）是一颗围绕太阳公转的小行星。1971年6月27日，塔瑪拉·斯米爾諾娃在克里米亚发现了此天体。
該小行星以克里米亞共和國的城市塞凡堡命名。
这颗小行星的绝对星等为160.0014262261055等。